# (6666) Frö
(6666) Frö es un asteroide perteneciente al cinturón de asteroides, descubierto el 19 de marzo de 1993 por el equipo del Uppsala-ESO Survey of Asteroids and Comets desde el Observatorio de La Silla, Chile.

## Designación y nombre
Designado provisionalmente como 1993 FG20. Fue nombrado Frö en homenaje a Frey, hijo de Njörðr y hermano de Freyja, en la mitología nórdica, era el dios de la lluvia, del sol naciente y de la fertilidad, entre otras cosas.

## Características orbitales
Frö está situado a una distancia media del Sol de 2,576 ua, pudiendo alejarse hasta 3,189 ua y acercarse hasta 1,963 ua. Su excentricidad es 0,237 y la inclinación orbital 2,983 grados. Emplea 1510,62 días en completar una órbita alrededor del Sol.

## Características físicas
La magnitud absoluta de Frö es 14,4. Tiene 4 km de diámetro y su albedo se estima en 0,202.